# Wang Xiaoyun
Pour les articles homonymes, voir Wang (patronyme).
Wang Xiaoyun (chinois simplifié : 王小云 ; chinois traditionnel : 王小雲) (née en 1966 à Zhucheng) est une cryptologue et mathématicienne chinoise, professeur au département des mathématiques à l'université du Shandong en Chine. Docteur en 1993 de l'université du Shandong, elle en devient professeur en 2001.
En 2004, Wang et son équipe (comprenant entre autres Xuejia Lai, concepteur de IDEA) font sensation en présentant des collisions complètes sur MD5, SHA-0 et d'autres fonctions de hachage cryptographiques durant la rump session de CRYPTO 2004.
En février 2005, Wang et al. annonce la découverte d'une attaque sur SHA-1, une fonction jusqu'alors intacte du point de vue cryptographique. La méthode fut améliorée par la suite d'un facteur de 25. Trouver une collision complète sur SHA-1 nécessite désormais 263 opérations au lieu de 280.